# Johannes Malderus

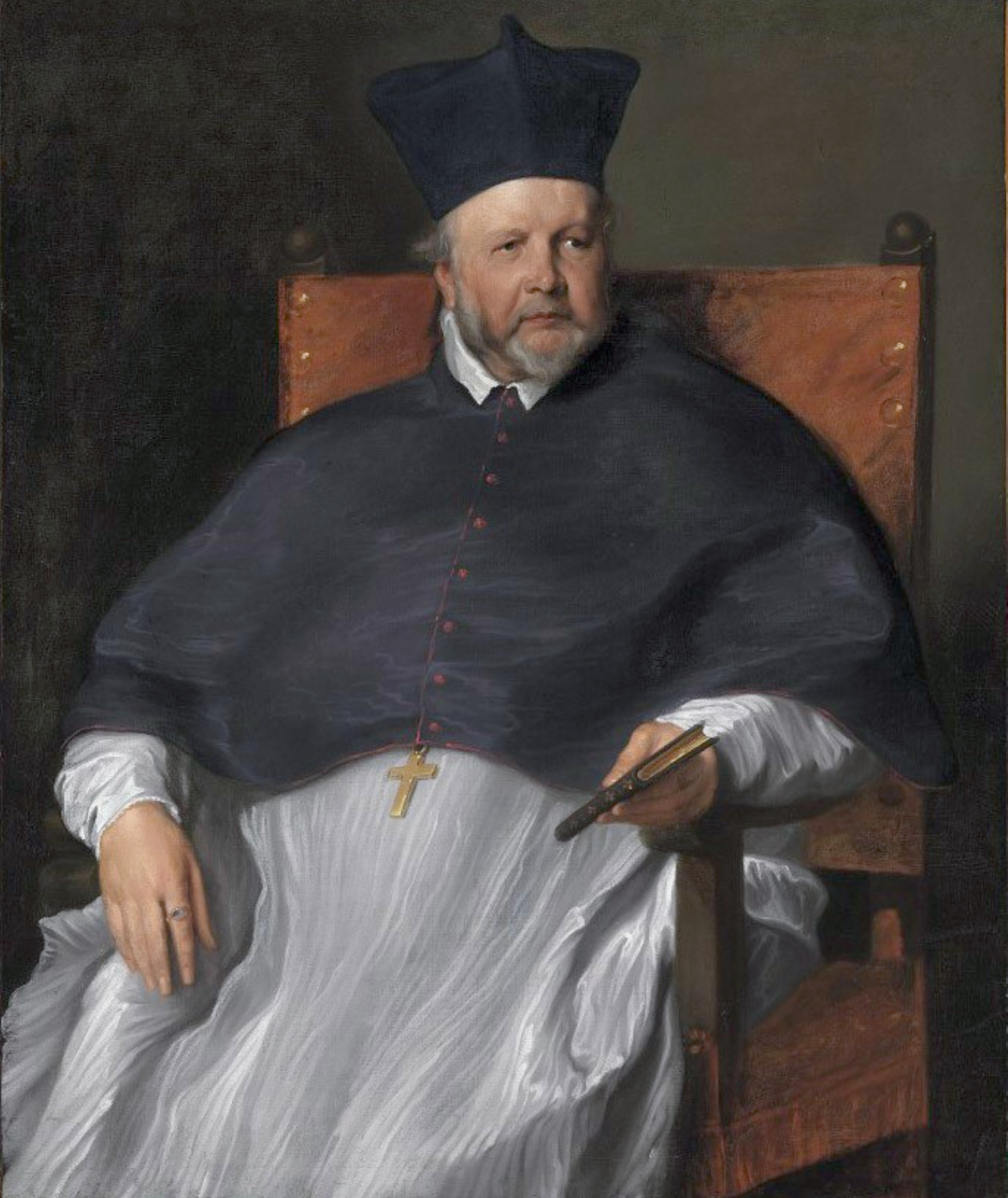
Portrait von Anthonis van Dyck

Johannes Malderus (eigentlich Jan van Malderen; * 14. August 1563 in Sint-Pieters-Leeuw; † 21. Oktober 1633 in Antwerpen) war ein römisch-katholischer Theologe, Hochschullehrer und Bischof.

## Leben
Malderus studierte Philosophie an der Universität Douai und anschließend Theologie an der Universität Löwen. 1586 erhielt er einen Lehrstuhl für Philosophie in Löwen. Am 31. August 1594 wurde er dort zum Doktor der Theologie promoviert. Am 1. August 1596 erfolgte dann die Ernennung zum Professor für scholastische Theologie durch Philipp II. von Spanien, der diese Professur selbst eingerichtet hatte. 1598 wurde er zu seinem Regius Professur noch zusätzlich Präsident des Löwener Pastoralseminars. 1602 erfolgte die Ernennung zum Rektor der Universität.
1611 wurde Malderus als Nachfolger von Johannes Miraeus bestimmt und am 7. August 1611 von Mathias Hovius, dem Erzbischof von Mechelen, zum Bischof geweiht. Malderus führte Reformen in seinem Bistum durch, unter anderem im Umgang mit den Calvinisten. In seinem Testament 1633 verfügte er die Einrichtung des Malderuskollegs, in dem Stipendiaten für Theologie in Löwen unterkommen sollten. In seiner Zeit als Bischof von Antwerpen war er zudem Abt von Hemiksem.

## Publikationen
- Geestelyck onderwys, tot versterking van den crancken in ’t geloove. Antwerpen 1613.
- De virtutibus theologicis, et justicia et religione: Commentario ad Secundam Secundae D. Thomae. Plantin, Antwerpen 1616.
- Modus procedendi in curia ecclesiastica. Antwerpen 1619.
- Anti-synodica, sive Animadversiones in Decreta Conventus Dordraceni, quam vacant Synodum Nationalem, de quinque doctrinae capitibus, inter Remonstrantes et Contraremonstrantes controversis. Plantin, Antwerpen 1620.
- In primam secundae D. Thomae commentaria: de fine et beatitudine hominis; de virtutibus, vitiis et peccatis; de legibus; de gracia; de justificatione; de meritis. Plantin, Antwerpen 1623.
- Tractatus de restrictionum mentalium abusu. Plantin, Antwerpen 1625.
- Tractatus de sigillo confessionis sacramentalis. Plantin, Antwerpen 1626.
- In Canticum Canticorum Salomonis commentarius. Plantin, Antwerpen 1628.
- Meditationes theologices, universes theologies summam complectentes, tribus partibus distinctæ, et in 21 dies distributae. Antwerpen 1630.
- In primam partem D. Thomae Commentarla, de Sancta Trinitate, creatione in genere, et Angelis. Plantin, Antwerpen 1634.